# NGC 41
NGC 41 ist eine Spiralgalaxie mit aktivem Galaxienkern im Sternbild Pegasus nördlich der Ekliptik. Sie ist etwa 273 Millionen Lichtjahre von der Milchstraße entfernt und hat einen Durchmesser von etwa 65.000 Lichtjahren. Wahrscheinlich bildet sie gemeinsam mit NGC 42 ein gravitativ gebundenes Galaxienpaar.
Das Objekt wurde am 30. Oktober 1864 von dem deutschen Astronomen Albert Marth entdeckt.